# Picea morrisonicola
Picea morrisonicola là một loài thực vật hạt trần trong họ Thông. Loài này được Hayata miêu tả khoa học đầu tiên năm 1908.